# Vláda Jiřího Rusnoka
Vláda Jiřího Rusnoka byla od 10. července 2013 do 29. ledna 2014 vládou České republiky, která nahradila předchozí Nečasův kabinet, jenž byl v demisi. Tvořilo ji čtrnáct nestraníků a jeden člen KDU-ČSL. Dne 25. června 2013 byl Jiří Rusnok jmenován předsedou vlády a zároveň byl pověřen sestavením nového kabinetu. Vládu jmenoval 10. července 2013 prezident republiky Miloš Zeman. Část občanů ji podle průzkumu v srpnu 2013 vnímala jako „vládu přátel Miloše Zemana“.
Ve středu 7. srpna 2013 vláda nezískala důvěru v Poslanecké sněmovně, když pro ni hlasovalo 93 poslanců, proti bylo 100 poslanců. Předseda vlády Rusnok předal demisi vlády do rukou prezidenta republiky v úterý 13. srpna. Prezident Zeman následně pověřil Rusnoka vedením vlády jako vlády v demisi až do vytvoření nové politické vlády po předčasných volbách.

## Vznik vlády

### Jednání s prezidentem
17. června 2013 v 18:03 podal Petr Nečas, předseda tehdejší vlády, demisi do rukou prezidenta republiky v důsledku kauzy Nagyová. Prezident jej následně pověřil vedením vlády jako vlády v demisi, až do doby jmenování vlády nové.[zdroj?] Během pátku 21., soboty 22. a neděle 23. června prezident Zeman jednal jednotlivě se zástupci politických stran zastoupených v Poslanecké sněmovně.[zdroj?] Během této doby se[kdo?] již spekulovalo, že Zeman jmenuje vládu odborníků.[zdroj?] Spekulovalo se[kdo?] o několika jménech, např. o Martinu Pecinovi a také o Jiřím Rusnokovi. Vládní koalice ODS, TOP 09 a LIDEM – liberálními demokraty navrhla pokračování současné vlády s jiným premiérem, a sice Miroslavou Němcovou.

### Jmenování premiéra a sestavování vlády
V úterý 25. června 2013 oznámil prezident Zeman, že téhož dne již pověřil Jiřího Rusnoka, exministra průmyslu a obchodu, financí a bývalého člena ČSSD, sestavením nové, tzv. "úřednické", vlády.
Jiří Rusnok ještě 25. června oznámil, že většina budoucích ministrů nové vlády již má vládní zkušenosti. V týž den bylo oznámeno, že ministrem vnitra se stane Martin Pecina, který již vedl tentýž resort ve vládě Jana Fischera. Dne 26. června se[kdo?] začalo spekulovat o dalších lidech, kteří by měli usednout v Rusnokově vládě. Jednalo se[kdo?] o Janu Kohoutovi, který měl být ministrem zahraničních věcí (stejný post vykonával ve vládě Jana Fischera). Dále se[kdo?] taky spekulovalo o Miroslavu Tomanovi na post ministra zemědělství a Vladimíru Drymlovi či Miladě Emmerové na funkci ministra zdravotnictví. ČSSD prostřednictvím svého předsedy Bohuslava Sobotky kritizovala, že vláda Jiřího Rusnoka nebude „vláda odborníků“, ale vláda SPOZ, tedy strany, jejímž čestným předsedou je prezident Miloš Zeman.

### Stanoviska stran zastoupených ve Sněmovně
- Česká strana sociálně demokratická (54 poslanců): „Rozhodnutí prezidenta otevírá cestu k předčasným volbám“[9]
  - ČSSD podporuje urychlené vypsání předčasných voleb do Poslanecké sněmovny.
- Občanská demokratická strana (50): „Jmenování vlády bez důvěry parlamentu je nezodpovědný krok“[10]
  - ODS podporuje pokračování současné koalice s TOP 09 a LIDEM. V čele vlády chce Miroslavu Němcovou.
- TOP 09 (42): „Nezodpovědná vláda nezodpovědného prezidenta“[11]
  - TOP 09 podporuje, stejně jako ODS, pokračování současné koalice. Do čela vlády prosazuje společnou koaliční kandidátku Miroslavu Němcovou.
- Komunistická strana Čech a Moravy (26): „Vládní krizi vyřeší jedině nové volby“[12]
  - KSČM prosazuje, stejně jako ostatní opoziční strany, rozpuštění sněmovny a vypsání nových voleb.
- Věci veřejné (11): „Kalousek, Kubice a další ministři musí urychleně opustit své úřady!“[13]
  - VV prosazují rozpuštění sněmovny a nové volby.
- LIDEM – liberální demokraté (8): „Republiková rada strany LIDEM jasně prohlašuje, že preferuje politické řešení současné vládní krize a vytvoření pravicové vlády na půdorysu spolupráce stran LIDEM, TOP 09 a ODS pod vedením Miroslavy Němcové.“[14]
  - LIDEM podporují pokračování koalice v čele s Miroslavou Němcovou. Předsedkyně Karolína Peake zároveň nevyloučila podporu vlády Jiřího Rusnoka.[15]

### Reakce politiků na jmenování J. Rusnoka
- Miroslav Kalousek, 1. místopředseda TOP 09: "Odborníkem není člověk proto, že je tak nazýván, ale proto, že se tak chová. Jiří Rusnok se chová spíš jako nezodpovědný kamarád prezidenta Zemana. Nemá šanci prosadit státní rozpočet na příští rok."[16]
- Miroslava Němcová, předsedkyně Poslanecké sněmovny, místopředsedkyně ODS, kandidátka koalice na premiérku: "Pan prezident by měl mít ambici jmenovat vládu, která má ambici, že důvěru parlamentu získá... Jak prezident republiky, tak nově jmenovaný premiér se staví neodpovědně k České republice."
- Martin Kuba, výkonný předseda ODS, ministr průmyslu a obchodu v demisi (reakce na prezidentova slova, že nechce provádět žádné tsunami):[17] "Právě tímto to tsunami rozpoutal."

### Reakce na angažmá Jana Fischera
- Miroslav Kalousek, 1. místopředseda TOP 09: „Cesta od favorita prezidentské volby až po pokusného králíka v Zemanově experimentu, to musí být velmi hořký lidský příběh. Ale pravděpodobně typický pro bývalého normalizačního kariéristu.“[18]
- Reakce Jana Fischera: „Já to považuju za něco, kde si pan ministr financí vlastně kreslí, maluje svůj autoportrét, a veřejnost uvidí, jak v něm bude vypadat, to je první věc, a současně maluje portrét politické praxe, kde hrubost politiků nahrazuje velkorysost, nahrazuje slušnost, nahrazuje věcnou debatu, a já do tohoto světa nepatřím a tuto polemiku na této úrovni nepovedu, nemám na ni čas a pravděpodobně ji ode mne ani nikdo nečeká.“[19]

## Seznam členů vlády
| Úřad                                                         | Člen vlády        | Člen vlády        | Subjekt | Subjekt   | Nástup do úřadu   | Odchod z úřadu |
| ------------------------------------------------------------ | ----------------- | ----------------- | ------- | --------- | ----------------- | -------------- |
| Předseda vlády                                               | Jiří Rusnok       |                   |         | nestraník | 25. června 2013   | 29. ledna 2014 |
| 1. místopředseda vlády Ministr financí                       | Jan Fischer       | Jan Fischer       |         | nestraník | 10. července 2013 | 29. ledna 2014 |
| Místopředseda vlády Ministr vnitra                           | Martin Pecina     |                   |         | nestraník | 10. července 2013 | 29. ledna 2014 |
| Ministryně spravedlnosti Předsedkyně Legislativní rady vlády | Marie Benešová    |                   |         | nestraník | 10. července 2013 | 29. ledna 2014 |
| Ministr práce a sociálních věcí                              | František Koníček | František Koníček |         | nestraník | 10. července 2013 | 29. ledna 2014 |
| Ministr pro místní rozvoj                                    | František Lukl    | František Lukl    |         | nestraník | 10. července 2013 | 29. ledna 2014 |
| Ministr zdravotnictví                                        | Martin Holcát     | Martin Holcát     |         | nestraník | 10. července 2013 | 29. ledna 2014 |
| Ministr zahraničních věcí                                    | Jan Kohout        | Jan Kohout        |         | nestraník | 10. července 2013 | 29. ledna 2014 |
| Ministr kultury                                              | Jiří Balvín       | Jiří Balvín       |         | nestraník | 10. července 2013 | 29. ledna 2014 |
| Ministr průmyslu a obchodu                                   | Jiří Cieńciała    | Jiří Cieńciała    |         | nestraník | 10. července 2013 | 29. ledna 2014 |
| Ministr zemědělství                                          | Miroslav Toman    | Miroslav Toman    |         | nestraník | 10. července 2013 | 29. ledna 2014 |
| Ministr školství, mládeže a tělovýchovy                      | Dalibor Štys      | Dalibor Štys      |         | nestraník | 10. července 2013 | 29. ledna 2014 |
| Ministr obrany                                               | Vlastimil Picek   | Vlastimil Picek   |         | nestraník | 10. července 2013 | 29. ledna 2014 |
| Ministr dopravy                                              | Zdeněk Žák        | Zdeněk Žák        |         | nestraník | 10. července 2013 | 29. ledna 2014 |
| Ministr životního prostředí                                  | Tomáš Podivínský  | Tomáš Podivínský  |         | KDU-ČSL   | 10. července 2013 | 29. ledna 2014 |

Jediným členem vlády, který působil také v Nečasově kabinetu, byl ministr obrany Vlastimil Picek. Nabídku pokračovat ve své funkci dostal od Jiřího Rusnoka i ministr školství v demisi Petr Fiala, ale ten ji 26. června odmítl.

### Členství ve stranách
Téměř všichni členové vlády byli v době jmenování nestraníci. Předseda vlády Jiří Rusnok byl do roku 1989 kandidátem členství v KSČ, od roku 1998 byl členem ČSSD, v níž mu roku 2006 hrozilo vyloučení a v lednu 2010 z ní sám vystoupil pro nesouhlas s jejím údajným populismem a stal se externím ekonomickým poradcem Strany práv občanů Miloše Zemana. Tři členové (Marie Benešová, Jan Kohout a František Koníček) v souvislosti se vstupem do vlády pozastavili členství v České straně sociálně demokratické. Kohout měl již v minulosti členství pozastavené na dobu působení ve Fischerově vládě v roce 2009. Martin Pecina byl v minulosti postupně členem ODS a ČSSD a vyjádřil i připravenost vstoupit k Zemanovcům. Jan Kohout, František Koníček, Vlastimil Picek, Jan Fischer a Jiří Cieńciała byli v minulosti členy KSČ. Pecina, Koníček, Toman, Lukl a Žák kandidovali ve volbách do Poslanecké sněmovny PČR v roce 2013 jako bezpartijní na kandidátce SPOZ. Žák tak učinil poté, co byl z pražské kandidátky vyškrtnut Miroslav Šlouf. Žádný jmenovaný ve volbách neuspěl.
Ministr životního prostředí Tomáš Podivínský je od roku 1997 členem KDU-ČSL. Po devíti letech ze strany vystoupil a asi po roce se do ní znovu vrátil. V předčasných volbách do Poslanecké sněmovny v roce 2013 za tuto stranu úspěšně kandidoval jako lídr v Moravskoslezském kraji.

## Agenda vlády

### Zvýšení minimální mzdy
Vláda Jiřího Rusnoka, ještě před hlasováním o důvěře, zvýšila svým usnesením ze 16. července 2013 minimální mzdu z předešlých 8000 Kč na 8500 Kč. Tato změna nabyla účinnosti 1. 8. 2013. Zvýšení minimální mzdy se však netýká osob pobírajících invalidní důchod.

## Nevyslovení důvěry
Dne 7. srpna 2013 nezískala vláda Jiřího Rusnoka důvěru v Poslanecké sněmovně. Pro vládu hlasovalo 93 poslanců, včetně zástupců ČSSD, KSČM a Věcí veřejných. Proti bylo 100 zákonodárců, včetně většiny členů ODS, TOP 09 a LIDEM. Sedm členů Poslanecké sněmovny nebylo přítomno, z toho dva občanskodemokratičtí poslanci Tomáš Úlehla a Jan Florián, stejně jako liberální demokratka Karolína Peake, opustili sál. Předseda vlády Rusnok oznámil, že demisi podá do rukou prezidenta republiky neprodleně ve čtvrtek nebo v pátek. Vláda se poté na svém pátečním jednání z 9. srpna usnesla, že premiér předá její demisi v úterý 13. srpna.